# Scenes in Cuba
Scenes in Cuba è un cortometraggio muto del 1912. Il nome del regista non viene riportato nei credit del film, un breve documentario girato a Cuba e prodotto dalla Selig.

## Produzione
Il film fu prodotto dalla Selig Polyscope Company.

## Distribuzione
Distribuito dalla General Film Company, il film - un documentario di 90 metri - uscì nelle sale cinematografiche statunitensi il 14 maggio 1912. Venne distribuito anche nel Regno Unito il 25 luglio 1912 in una versione di 75 metri.
Nelle proiezioni, veniva programmato con il sistema dello split reel, accorpato in un'unica bobina con un altro cortometraggio prodotto dalla Selig, The Turning Point.